# Paimpol
Paimpol (bretonisch Pempoull) ist eine französische Gemeinde mit 7266 Einwohnern (1. Januar 2022) im Département Côtes-d’Armor in der Bretagne. Sie gehört zum Arrondissement Guingamp. Der Bureau centralisateur des Kantons Paimpol befindet sich hier in Paimpol. Der bretonische Ortsname bedeutet „Am äußersten Ende der Wasserfläche“. Die Bewohner werden Paimpolais und Paimpolaises genannt.
Die Gemeinde erhielt die Auszeichnung „Drei Blumen“, die vom Conseil national des villes et villages fleuris (CNVVF) im Rahmen des jährlichen Wettbewerbs der blumengeschmückten Städte und Dörfer verliehen wird.

## Geographie
Paimpol liegt an der Kanalküste, etwa 40 km nordwestlich von Saint-Brieuc und 35 km östlich von Lannion bzw. Perros-Guirec. Nachbargemeinden sind (im Uhrzeigersinn, beginnend im Südosten) Plouézec, Kerfot, Plourivo, Lézardrieux und Ploubazlanec.
Paimpol liegt im Bereich starker Gezeitenunterschiede (Tidenhub bis über 12 Meter), so dass die Bucht (anse de Paimpol), die den Ort mit dem Meer verbindet, regelmäßig bis auf ein kleines Rinnsal trockenfällt. Der Fischerei- und Freizeithafen – einer der wichtigsten der Region – kann daher nicht durchgängig angelaufen werden; der ausreichende Wasserstand in den beiden Hafenbecken wird durch eine Schleuse sichergestellt. Diese Strömungsverhältnisse vor der Küste nutzt heutzutage auch ein kleines Gezeitenkraftwerk. In den Freizeithafen mündet der Quinic, ein Bach.
Das Gemeindegebiet erstreckt sich über 23,6 km² und erreicht im Landesinneren eine maximale Höhe von 86 m über NN. Der vulkanische Ursprung der Gegend zeigt sich beispielsweise an der Landspitze von Guilben, wo Kissenlava und Rhyolithe auf einen sehr alten Vulkanismus hinweisen. Südöstlich des Städtchens, in Richtung Sainte-Barbe, befinden sich die Vulkanitfelder von Plouézec.
Paimpol liegt an der küstenbegleitenden Route Départementale D 786, die von Saint-Malo/Dinard im Osten nach Morlaix und Brest führt. Eine 6 km lange Stichstraße verbindet Paimpol mit der nördlich gelegenen Landspitze Pointe de l’Arcouest, von wo aus eine Fährverbindung zur Île de Bréhat besteht. Über eine einspurige regionale Bahnstrecke des TER Bretagne ist die Stadt an Guingamp und von dort aus an das nationale Schienennetz angebunden; diese Strecke gehörte früher zum Schmalspurnetz des Réseau Breton.

## Geschichte

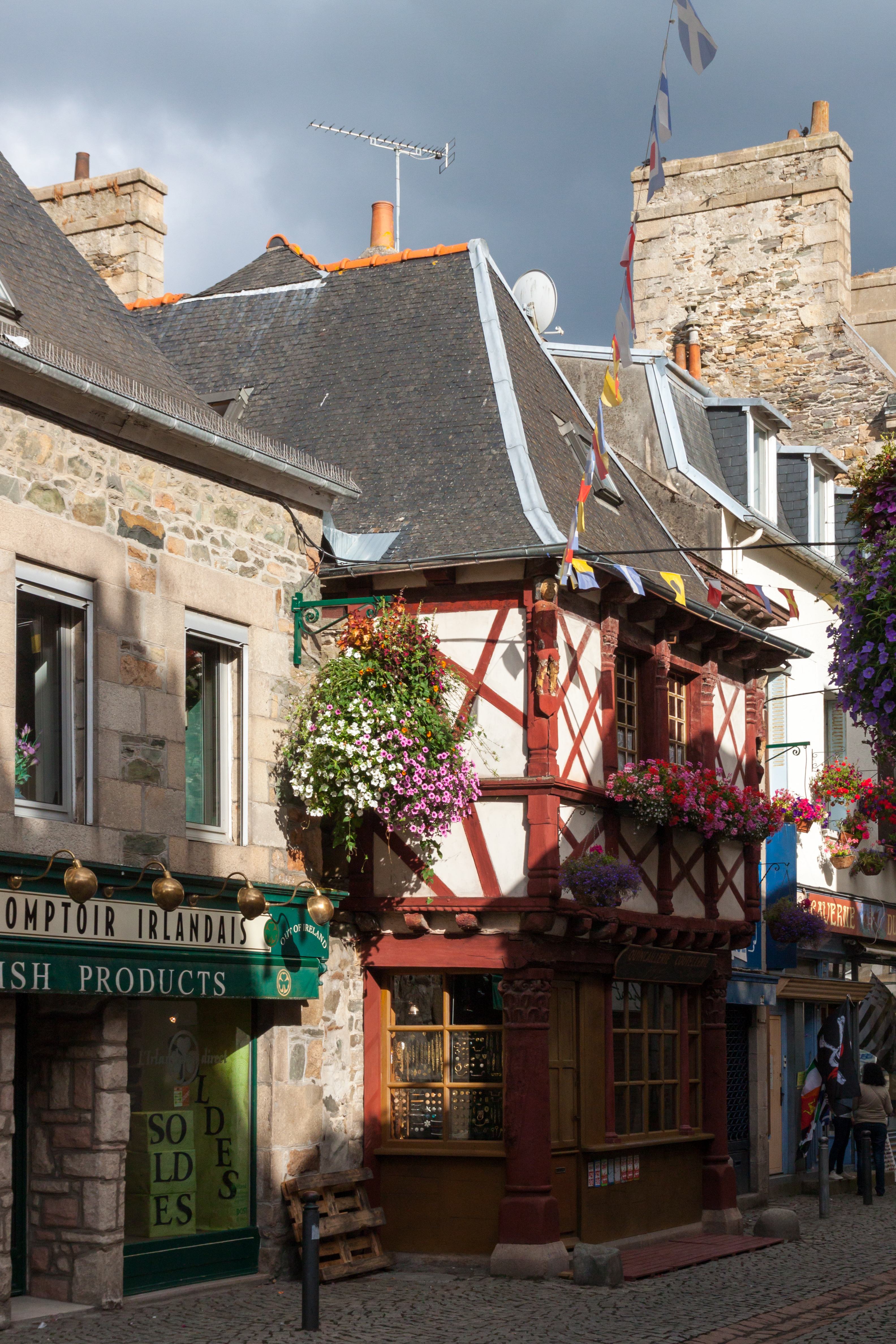
Die Eisenwarenhandlung Jézéquel, welche schon die Islandfahrer ausrüstete

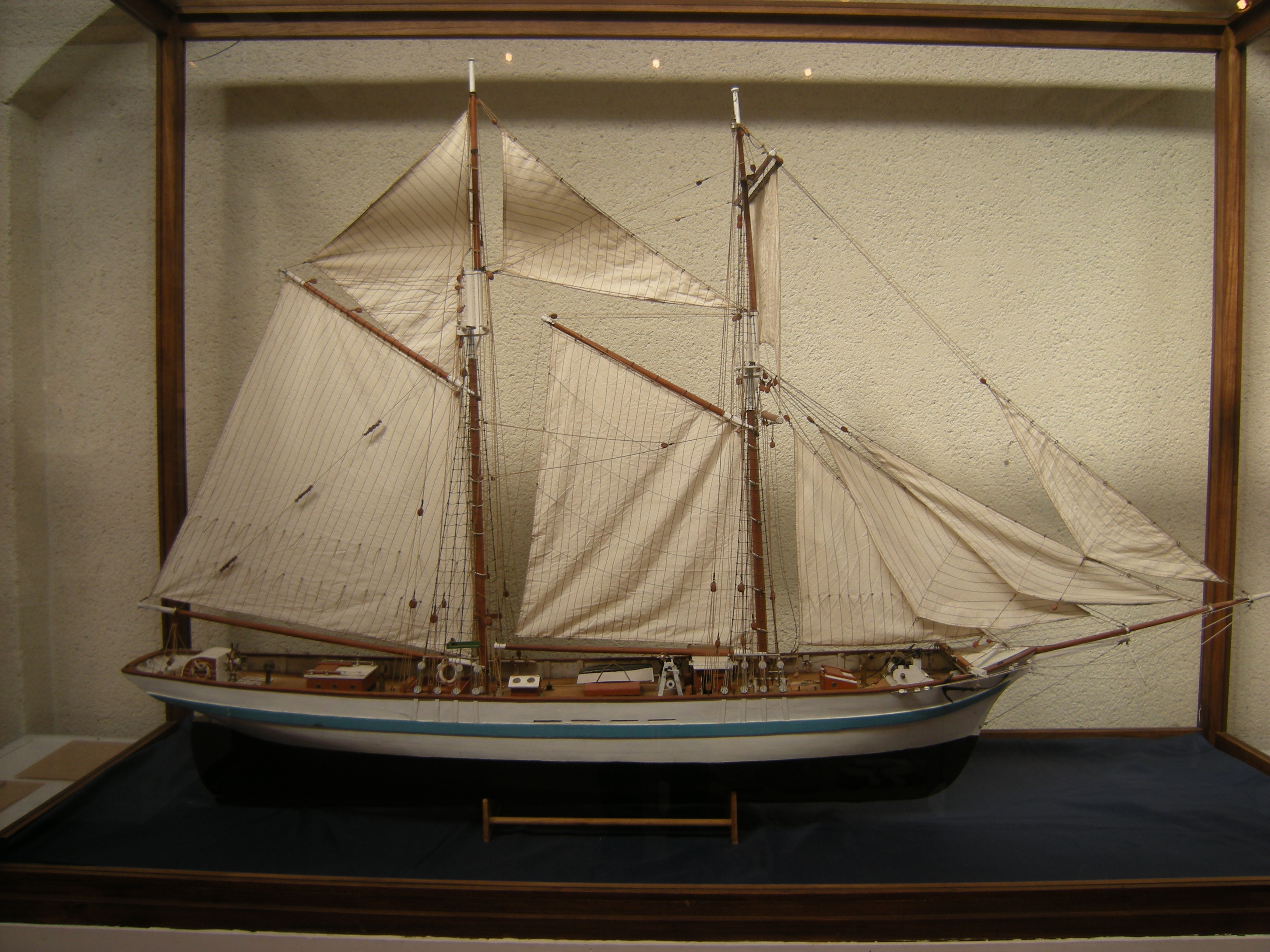
Modell der Occasion, des ersten (1852) in Paimpol für die Islandfahrt ausgerüsteten Schoners (Schiffahrtsmuseum in Paimpol)

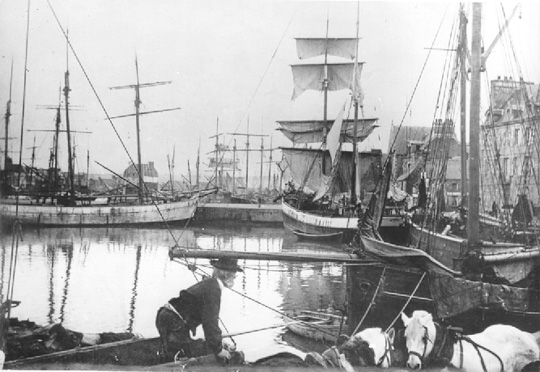
Hafen von Paimpol gegen 1895

Gelegen in der mittelalterlichen bretonischen Grafschaft Goëlo und erwähnt unter den Namen Penpol (1184) bzw. Penpul (1198), entstand 1202 die Prämonstratenser-Abtei Beauport auf dem Gebiet des späteren Kérity.
Mit dem Aufkommen des Kabeljaufangs im frühen 15. Jahrhundert wuchs die Bedeutung Paimpols als Fischereihafen; um 1700 wurde dort sogar ein spezieller Typ von Fangschiffen, die Goélette paimpolaise (frz. für Paimpol’scher Schoner), entwickelt und gebaut. Die Flotten befischten weite Teile des Nordatlantik bis vor der kanadischen Küste, ab dem 19. Jahrhundert auch in isländischen Gewässern, und das unter härtesten Arbeitsbedingungen für die Mannschaften; darüber hat Pierre Loti 1886 seinen Roman Pêcheur d’Islande („Islandfischer“) verfasst. 1878 wurde in Paimpol das erste Hafenbecken ausgehoben, um die Schoner vor der Beanspruchung durch ständiges Trockenfallen bei Niedrigwasser zu schützen. Gegen 1895 schlugen mehr als 80 Schoner in Paimpol ihr Winterquartier auf. Während der Fangsaison hatten die bretonischen Fischer in dieser Zeit ihren Stützpunkt im isländischen Fjarðabyggð; dort gibt es noch heute ein französisches Museum, und die Straßennamen sind zweisprachig (isländisch/französisch).
Im Vorfeld der Französischen Revolution kam es im Spätsommer 1787 wie in anderen Orten der Bretagne auch in Paimpol zu Protestaktionen von Angehörigen des Dritten Standes aufgrund der katastrophalen Versorgung mit Nahrungsmitteln.
1790 erlangten Paimpol und Plounez Gemeindestatus. Die Stadt gehörte vor dem Zweiten Weltkrieg zu den Zentren des bretonischen Nationalismus und der Bewegung für eine staatliche Anerkennung der bretonischen Sprache. 1960 entstand aus dem Zusammenschluss der Ortschaften Paimpol, Plounez und Kérity die Gemeinde in ihrer heutigen Ausdehnung. Von 2008 bis 2020 war Jean-Yves de Chaisemartin (anfangs UDF, inzwischen PRV) Bürgermeister. Seine Nachfolgerin ist Fanny Chappé (PS)

## Bevölkerungsentwicklung
| Jahr      | 1793 | 1846 | 1901 | 1931 | 1946 | 1962 | 1975 | 1990 | 2016 |
| Einwohner | 1748 | 2076 | 2737 | 2671 | 2781 | 7713 | 8176 | 7856 | 7186 |

Der sprunghafte Einwohnerzuwachs 1962 ist hauptsächlich im Zusammenschluss Paimpols mit zwei Nachbargemeinden begründet.

## Wirtschaft

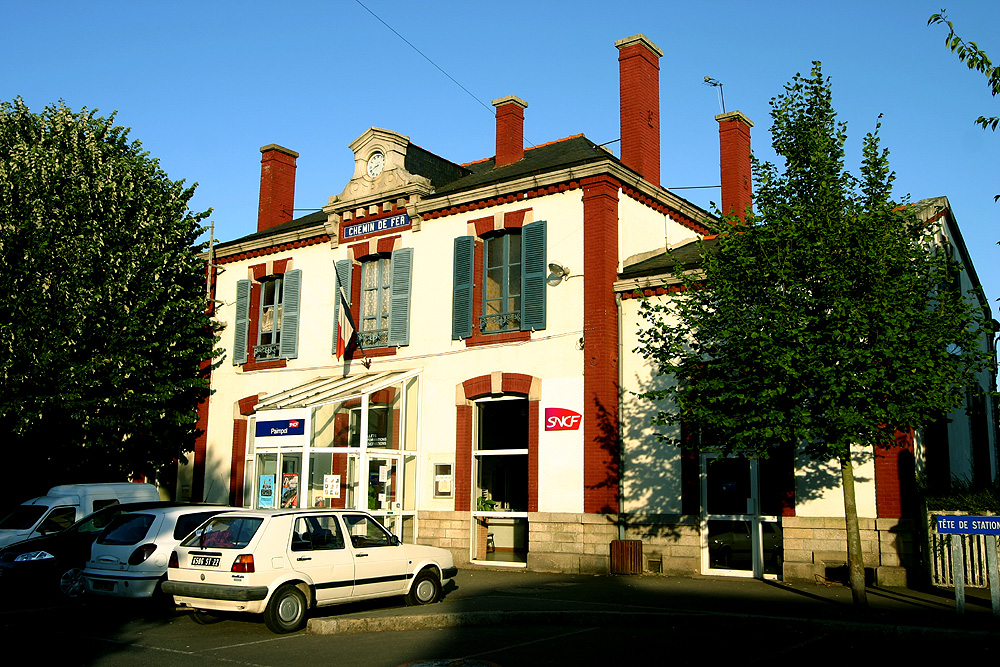
Bahnhof von Paimpol

Paimpol besitzt heute erhebliche touristische Bedeutung, landseitig als östlicher Eingang zur Côte de Granit Rose und wasserseitig aufgrund seines Freizeit- und Sportboot-Hafens, der 2008 mit der Blauen Flagge ausgezeichnet wurde. Die lokale Infrastruktur hat sich dieser Entwicklung durch Gastronomie und Beherbergungsgewerbe, einen innerörtlichen Wohnmobil-Park, Einzelhandel und Bootsausrüsterläden angepasst. Auch die berühmte Segelschule Les Glénans hat in Paimpol einen ihrer fünf französischen Stützpunkte. Ein Teil der Hafenflächen kann als Winterquartier für über 100 kleinere Schiffe genutzt werden. In der Sommersaison verkehrt ein dampflokgezogener Museumszug (La vapeur du Trieux) nach Pontrieux.
Demgegenüber ist die Bedeutung der traditionellen Wirtschaftszweige zurückgegangen. Fischerboote und Fischmarkt sind inzwischen teilweise in das benachbarte Ploubazlanec (Loguivy-de-la-Mer und Pors Even) abgewandert. In Paimpol gibt es aber noch kleine Werften, außerdem Austernzuchtbetriebe. In den ländlichen Teilen des Gemeindegebiets wird Gemüse angebaut, sowohl in Freiland- als auch in Gewächshauskulturen (insbesondere Tomaten).
In Paimpol erscheint seit 1877 eine regionale Wochenzeitung, La Presse d’Armor.

## Kultur und Städtepartnerschaften
In der Gegenwart zieht Paimpol zahlreiche Künstler, insbesondere Maler, Bildhauer und Fotografen, an, die in der Gemeinde arbeiten und ihre Werke ausstellen. Seit 1989 veranstaltet Paimpol im Hafengebiet im August jedes ungeraden Jahres das dreitägige Festival du chant de marin („Festival des Seemannsgesangs“); dann ist der gesamte Hafen für anderweitige Nutzungen gesperrt. Das Festival steht in jüngerer Zeit auch der Weltmusik offen. Seit 2003 sind beispielsweise Musiker wie Idir, Denez Prigent, Carlos Núñez, Dan Ar Braz, Rokia Traoré und Johnny Clegg dabei aufgetreten.
Städtepartnerschaften bestehen derzeit mit Grundarfjörður (Island), Romsey (Großbritannien) und Vermilion (Vereinigte Staaten).

## Sehenswürdigkeiten

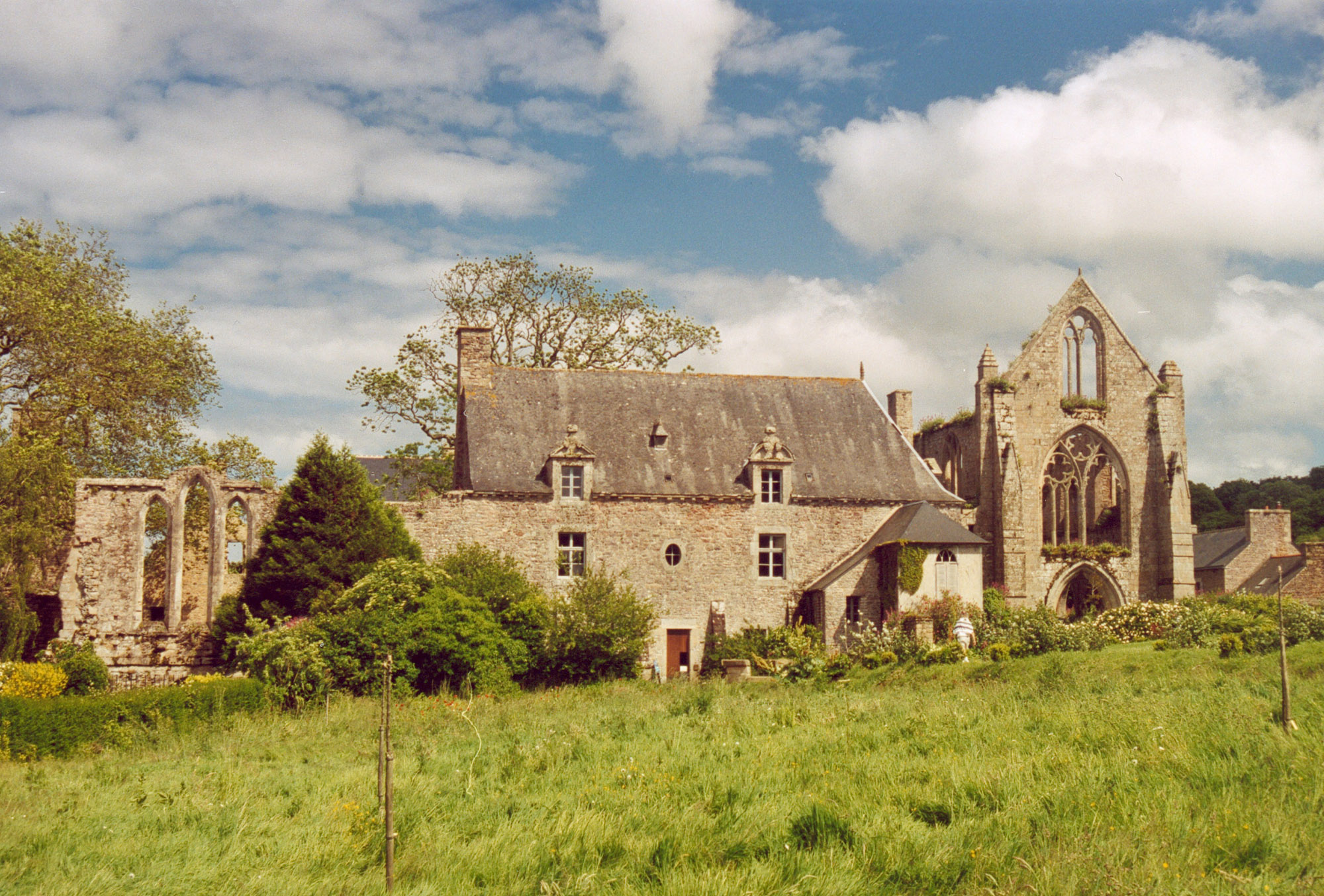
Ruinen der Abtei Beauport

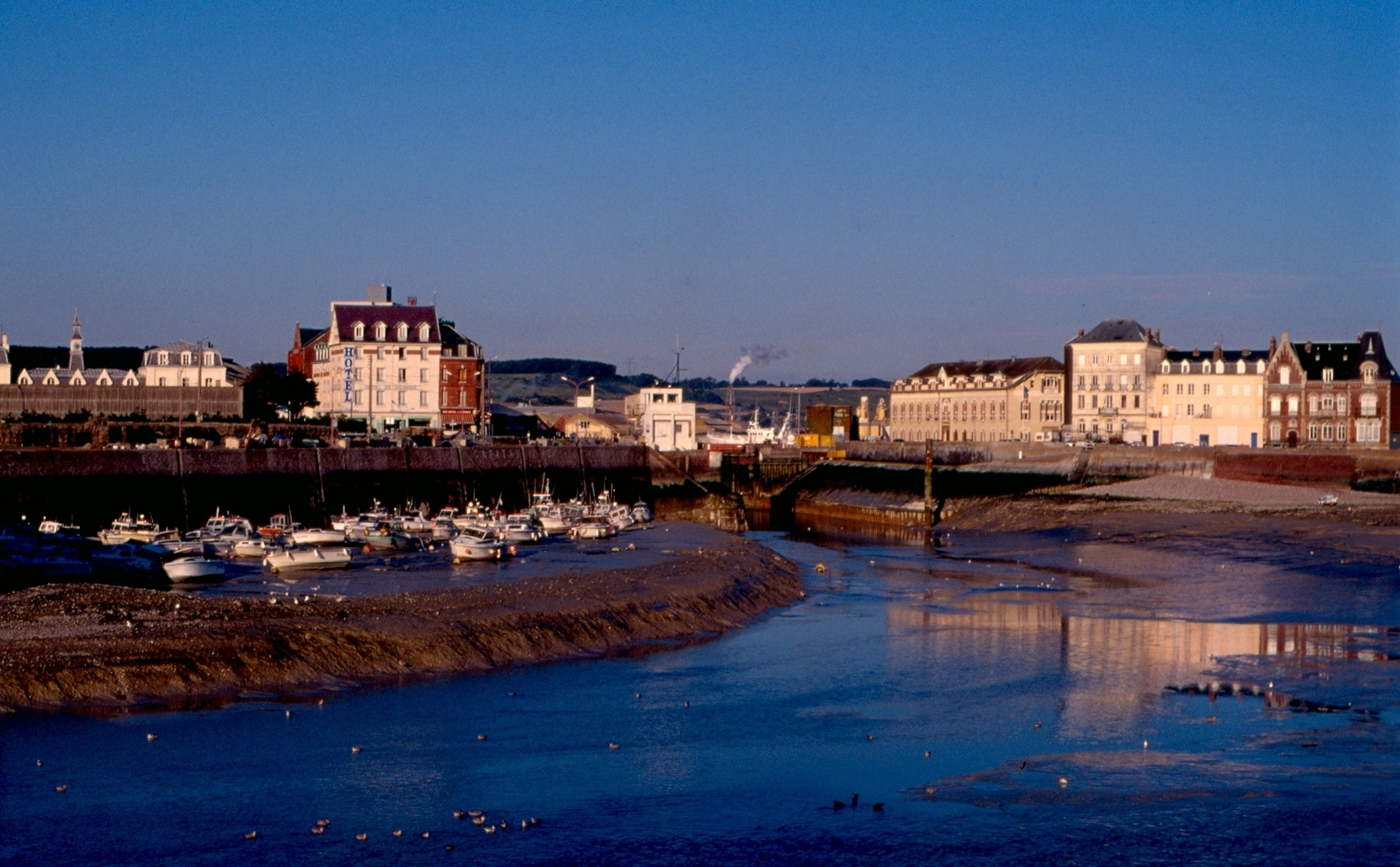
Paimpol: Hafeneinfahrt

Siehe auch: Liste der Monuments historiques in Paimpol
- Turm der alten Kirche von Paimpol
- Kapellen Notre-Dame de Kergrist und in Lanvignec
- Herrenhäuser (manoirs) in Kerloury und Grand-Pontébar
- das Musée de la mer (Schifffahrtsmuseum), in einem früher für die Lagerung getrockneten Kabeljaus (sécherie de morues) genutzten Gebäude
- Ehemalige Mosterei (cidrerie) Marec (errichtet 1892)
- Ehemaliger Schlachthof, heute ein Sozialzentrum
- etwa zwei Kilometer außerhalb des Ortszentrums (auf dem Gebiet der früheren Gemeinde Kérity) die Abtei Beauport, ein Monument historique[7]

## Persönlichkeiten
- Gwilherm Berthou Kerverziou (Guillaume Berthou) (* 1908), Dichter und bretonischer Nationalist
- Armand Dayot (1851–1934), Kunstkritiker und Minister unter Léon Gambetta
- Étienne Didot (* 1983), Fußballspieler
- Alain Douarinou (1909–1987), Kameramann
- Baptiste-Marie Jacob (1858–1909), Philosophieprofessor
- Nathalie Lancien (* 1970), Bahnradsportlerin und Olympiasiegerin
- Gabriel Le Bras (1891–1970), Professor für Jura und Kirchenrecht
- Yves de Montcheuil (1900–1944), Philosoph und Theologe, NS-Opfer
- Jean Ollivier (* 1925), Comic-Autor und Journalist
- Jeanne Weber (1874 oder 1875–1910), Serienmörderin, geboren im heutigen Stadtteil Kérity